# Campeonato Asiático de Futebol Sub-16 de 2018
O Campeonato Asiático Sub-16 de 2018 foi a 18ª edição do campeonato bienal internacional de futebol juvenil organizado pela Confederação Asiática de Futebol (AFC) para as seleções sub-16 masculinas da Ásia. Realizou-se na Malásia, que foi nomeada como anfitriã pela AFC em 25 de julho de 2017, entre 20 de setembro e 7 de outubro de 2018. Um total de 16 equipes participaram do torneio.
As quatro melhores equipes do torneio qualificaram-se para a Copa do Mundo FIFA Sub-17 de 2019, no Brasil, como representantes da AFC.
O Iraque que era o defensor do título, foi eliminado na fase de grupos.

## Qualificação

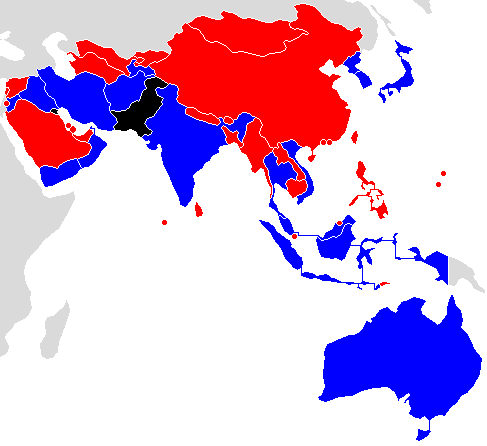
Qualificado para o torneio final
Falhou na qualificação
Eliminado ou retirou-se
Não-membro da AFC

A classificação foi disputada entre 16 e 29 de setembro de 2017. A Malásia também participou das eliminatórias, apesar de já terem se classificado automaticamente como anfitriões.

### Equipas qualificadas
Os seguintes 16 times se classificaram para o torneio final.
| Time            | Qualificado como            | Participação | Melhor performance       |
| --------------- | --------------------------- | ------------ | ------------------------ |
| Malásia         | Hosts                       | 5ª           | Quartas-de-final (2014)  |
| Jordânia        | Vencedor do Grupo A         | 3ª           | Quartas-de-final (2010)  |
| Tadjiquistão    | Vencedor do Grupo B         | 3ª           | Terceiro lugar (2006)    |
| Irã             | Vencedor do Grupo C         | 11ª          | Campeões (2008)          |
| Iraque          | Vencedor do Grupo D         | 10ª          | Campeões (2016)          |
| Iêmen           | Vencedor do Grupo E         | 5ª           | Vice-campeões (2002)     |
| Coreia do Norte | Vencedor do Grupo F         | 11ª          | Campeões (2010, 2014)    |
| Indonésia       | Vencedor do Grupo G         | 6ª           | Quarto lugar (1990)      |
| Coreia do Sul   | Vencedor do Grupo H}        | 14ª          | Campeões (1986, 2002)    |
| Austrália       | Vencedor do Grupo I         | 6ª           | Semi-finais (2010, 2014) |
| Japão           | Vencedor do Grupo J         | 15ª          | Campeões (1994, 2006)    |
| Índia           | Segundo colocado do Grupo D | 8ª           | Quartas-de-final (2002)  |
| Omã             | Segundo colocado do Grupo B | 10ª          | Campeões (1996, 2000)    |
| Tailândia       | Segundo colocado do Grupo G | 11ª          | Campeões (1998)          |
| Vietnã          | Segundo colocado do Grupo I | 7ª           | Quarto lugar (2000)      |
| Afeganistão     | Segundo colocado do Grupo C | 1ª           | Debutante                |

Notas:
1. 1 2 3 4 5  Como a Malásia (vice-campeã do Grupo J) já se classificou automaticamente para a fase final do torneio como anfitriã, os cinco melhores segundos classificados (excluindo a Malásia) se classificaram para o torneio final.

## Venues
Os jogos foram disputados em três locais ao redor do vale de Klang. Os locais foram o Estádio Nacional Bukit Jalil, o Estádio UM Arena e o Estádio Petaling Jaya. A partida final foi realizada no Estádio Nacional Bukit Jalil.
| Kuala Lumpur                 | Kuala Lumpur      | Kuala Lumpur Petaling Jaya | Petaling Jaya         |
| ---------------------------- | ----------------- | -------------------------- | --------------------- |
| Estádio Nacional Bukit Jalil | Estádio UM Arena  | Kuala Lumpur Petaling Jaya | Estádio Petaling Jaya |
| Capacidade: 87,411           | Capacidade: 1,000 | Kuala Lumpur Petaling Jaya | Capacidade: 25,000    |
|                              |                   | Kuala Lumpur Petaling Jaya |                       |

## Sorteio
O sorteio do torneio final foi realizado em 26 de abril de 2018, 15:00 MYT (UTC+8), no AFC House em Kuala Lumpur. As 16 equipes foram divididas em quatro grupos de quatro equipes. As equipes foram semeadas de acordo com seu desempenho no torneio final e na qualificação do Campeonato Sub-16 da AFC de 2016, com os anfitriões da Malásia automaticamente semeados e atribuídos à posição A1 no sorteio.
| Pote 1                                                | Pote 2                                     | Pote 3                                      | Pote 4                                                  |
| ----------------------------------------------------- | ------------------------------------------ | ------------------------------------------- | ------------------------------------------------------- |
| 1. Malásia (sede) 2. Iraque 3. Irã 4. Coreia do Norte | 1. Japão 2. Omã 3. Vietnã 4. Coreia do Sul | 1. Iêmen 2. Índia 3. Tailândia 4. Austrália | 1. Tadjiquistão 2. Jordânia 3. Afeganistão 4. Indonésia |

## Convocados
Os jogadores nascidos em ou após 1 de janeiro de 2002 eram elegíveis para competir no torneio. Cada equipe deve registrar um time de no mínimo 18 jogadores e no máximo 23 jogadores, sendo que pelo menos três deles devem ser goleiros.

## Fase de grupos
As duas melhores equipes de cada grupo avançaram para as quartas-de-final.
1. Pontos em partidas frente-a-frente entre equipas empatadas;
2. Diferença de gols em partidas frente a frente entre equipes empatadas;
3. Gols marcados em partidas frente-a-frente entre times empatados;
4. Se mais de duas equipes estiverem empatadas e depois de aplicar todos os critérios de cabeça a cabeça acima, um subconjunto de equipes ainda está empatado, todos os critérios de cabeça a cabeça são reaplicados exclusivamente a esse subconjunto de equipes;
5. Diferença de gols em todas as partidas do grupo;
6. Gols marcados em todas as partidas do grupo;
7. Penalty shoot-out se apenas duas equipes estiverem empatadas e se encontrarem na última rodada do grupo;
8. Pontos disciplinares (cartão amarelo = 1 ponto, cartão vermelho resultante de dois cartões amarelos = 3 pontos, cartão vermelho directo = 3 pontos, cartão amarelo seguido de cartão vermelho directo = 4 pontos);
9. Sorteio de vaga.

Desempates
As equipes foram classificadas de acordo com os pontos (3 pontos por vitória, 1 ponto por empate, 0 pontos por derrota), e se empatadas em pontos, os seguintes critérios de desempate foram aplicados, na ordem dada, para determinar os rankings:
Todos os horários são locais, MYT (UTC+8).
| Dia de jogo   | Datas                     | Jogos        |
| ------------- | ------------------------- | ------------ |
| Dia de jogo 1 | 20–22 de Setembro de 2018 | 1 v 4, 2 v 3 |
| Dia de jogo 2 | 23–25 de Setembro de 2018 | 4 v 2, 3 v 1 |
| Dia de jogo 3 | 27–28 de Setembro de 2018 | 1 v 2, 3 v 4 |

### Grupo A
| Pos | Equipe | Pts | J | V | E | D | GP | GC | SG |
| --- | ------ | --- | - | - | - | - | -- | -- | -- |

| 20 setembro 2018 | Malásia                                                                | 6–2                                         | Tadjiquistão                         | Estádio Nacional Bukit Jalil, Kuala Lumpur            |
| 16:30            | - Luqman 30', 42', 46', 66' - Najmudin 33' (pen.) - Mutalib 76' (pen.) | http://stats.the-afc.com/match_report/13223 | - Rahmatov 72' (pen.) - Zairov 90+1' | Público: 723 Árbitro: Ahmad Yacoub Ibrahim (Jordânia) |

| 20 setembro 2018 | Japão                                                 | 5–2                                         | Tailândia                   | Estádio UM Arena, Kuala Lumpur            |
| 20:45            | - Araki 6', 34' - Kondo 8' - Handa 42' - Toyama 90+1' | http://stats.the-afc.com/match_report/13224 | - Waragon 1' - Suphanat 15' | Público: 86 Árbitro: Payam Heidari (Irão) |

| 23 setembro 2018 | Tailândia                                     | 4–2                                         | Malásia                        | Estádio Nacional Bukit Jalil, Kuala Lumpur                           |
| 16:30            | - Suphanat 3', 21' - Waragon 57' - Apidet 85' | http://stats.the-afc.com/match_report/13226 | - Luqman 12' - Kaironnisam 48' | Público: 8,596 Árbitro: Omar Mohamed Al-Ali (Emirados Árabes Unidos) |

| 23 setembro 2018 | Tadjiquistão | 0–0                                         | Japão | Estádio UM Arena, Kuala Lumpur                |
| 20:45            |              | http://stats.the-afc.com/match_report/13225 |       | Público: 115 Árbitro: Saoud Al-Athbah (Catar) |

| 27 setembro 2018 | Malásia | 0–2                                         | Japão                        | Estádio Nacional Bukit Jalil, Kuala Lumpur           |
| 11:00            |         | http://stats.the-afc.com/match_report/13227 | - Toyama 37' - Naruoka 90+3' | Público: 8,378 Árbitro: Kim Woo-sung (Coreia do Sul) |

| 27 setembro 2018 | Tailândia      | 1–2                                         | Tadjiquistão                | Estádio UM Arena, Kuala Lumpur                          |
| 11:00            | - Suphanat 80' | http://stats.the-afc.com/match_report/13228 | - Panzhiev 38' - Zairov 84' | Público: 75 Árbitro: Shukri Al-Hunfush (Arábia Saudita) |

### Group B
| Pos | Equipe | Pts | J | V | E | D | GP | GC | SG |
| --- | ------ | --- | - | - | - | - | -- | -- | -- |

| 21 setembro 2018 | Omã                  | 2–0                                         | Iêmen | Estádio Petaling Jaya, Petaling Jaya             |
| 16:30            | - Al-Jaradi 14', 35' | http://stats.the-afc.com/match_report/13230 |       | Público: 750 Árbitro: Nazmi Nasaruddin (Malásia) |

| 21 setembro 2018 | Coreia do Norte          | 2–2                                         | Jordânia                   | Estádio Petaling Jaya, Petaling Jaya           |
| 20:45            | - Kim Kang-song 20', 44' | http://stats.the-afc.com/match_report/13229 | - Semreen 31' - Jamous 75' | Público: 200 Árbitro: Pranjal Banerjee (Índia) |

| 24 setembro 2018 | Jordânia                           | 2–2                                         | Omã                              | Estádio Petaling Jaya, Petaling Jaya        |
| 16:30            | - Banihani 49' - Jamous 75' (pen.) | http://stats.the-afc.com/match_report/13231 | - Al-Salti 54' - N. Al-Naabi 86' | Público: 50 Árbitro: Ammar Mahfoodh (Barém) |

| 24 setembro 2018 | Iêmen | 0–1                                         | Coreia do Norte    | Estádio Petaling Jaya, Petaling Jaya       |
| 20:45            |       | http://stats.the-afc.com/match_report/13232 | - Kim Won-il 45+2' | Público: 815 Árbitro: Yusuke Araki (Japão) |

| 27 setembro 2018 | Coreia do Norte                                              | 3–1                                         | Omã                    | Estádio Petaling Jaya, Petaling Jaya             |
| 16:30            | - Pak Ryong-gwon 4' - Kim Kang-song 16' - An Phyong-il 45+1' | http://stats.the-afc.com/match_report/13233 | - Al-Jaradi 78' (pen.) | Público: 100 Árbitro: Nazmi Nasaruddin (Malásia) |

| 27 setembro 2018 | Iêmen                                                               | 5–1                                         | Jordânia              | Estádio Nacional Bukit Jalil, Kuala Lumpur                         |
| 16:30            | - Saif 14', 73' (pen.) - Senan 16' - Al-Qaaod 24' - Issa 25' (o.g.) | http://stats.the-afc.com/match_report/13234 | - Banihani 75' (pen.) | Público: 531 Árbitro: Omar Mohamed Al-Ali (Emirados Árabes Unidos) |

### Group C
| Pos | Equipe | Pts | J | V | E | D | GP | GC | SG |
| --- | ------ | --- | - | - | - | - | -- | -- | -- |

| 21 setembro 2018 | Irã | 0–2                                         | Indonésia                | Estádio Nacional Bukit Jalil, Kuala Lumpur           |
| 16:30            |     | http://stats.the-afc.com/match_report/13235 | - Bagus 4' - Bagas 90+1' | Público: 3,431 Árbitro: Kim Woo-sung (Coreia do Sul) |

| 21 setembro 2018 | Vietnã | 0–1                                         | Índia                 | Estádio UM Arena, Kuala Lumpur             |
| 20:45            |        | http://stats.the-afc.com/match_report/13236 | - V. Singh 86' (pen.) | Público: 166 Árbitro: Yusuke Araki (Japão) |

| 24 setembro 2018 | Índia | 0–0                                         | Irã | Estádio Nacional Bukit Jalil, Kuala Lumpur       |
| 16:30            |       | http://stats.the-afc.com/match_report/13238 |     | Público: 186 Árbitro: Nazmi Nasaruddin (Malásia) |

| 24 setembro 2018 | Indonésia  | 1–1                                         | Vietnã      | Estádio Nacional Bukit Jalil, Kuala Lumpur               |
| 20:45            | - Zico 49' | http://stats.the-afc.com/match_report/13237 | - Khang 30' | Público: 11,201 Árbitro: Ahmad Yacoub Ibrahim (Jordânia) |

| 27 setembro 2018 | Irã                                                 | 5–0                                         | Vietnã | Estádio UM Arena, Kuala Lumpur                |
| 20:45            | - Azizi 18', 36' - Barzegar 21' - Doustali 31', 64' | http://stats.the-afc.com/match_report/13239 |        | Público: 105 Árbitro: Saoud Al-Athbah (Catar) |

| 27 setembro 2018 | Índia | 0–0                                         | Indonésia | Estádio Nacional Bukit Jalil, Kuala Lumpur               |
| 20:45            |       | http://stats.the-afc.com/match_report/13240 |           | Público: 11,388 Árbitro: Ahmad Yacoub Ibrahim (Jordânia) |

### Group D
| Pos | Equipe | Pts | J | V | E | D | GP | GC | SG |
| --- | ------ | --- | - | - | - | - | -- | -- | -- |

| 22 setembro 2018 | Iraque                        | 2–1                                         | Afeganistão | Estádio UM Arena, Kuala Lumpur                       |
| 16:30            | - Sadeq 3' - Qasim 14' (pen.) | http://stats.the-afc.com/match_report/13241 | - Zahidi 5' | Público: 10 Árbitro: Chen Hsin-chuan (Taipe Chinesa) |

| 22 setembro 2018 | Coreia do Sul                               | 3–0                                         | Austrália | Estádio Petaling Jaya, Petaling Jaya                     |
| 20:45            | - Choi Min-seo 43', 68' - Hong Yun-sang 51' | http://stats.the-afc.com/match_report/13242 |           | Público: 133 Árbitro: Shukri Al-Hunfush (Arábia Saudita) |

| 25 setembro 2018 | Austrália               | 2–1                                         | Iraque             | Estádio UM Arena, Kuala Lumpur             |
| 16:30            | - Duzel 67' - Botic 74' | http://stats.the-afc.com/match_report/13244 | - Qasim 81' (pen.) | Público: 187 Árbitro: Payam Heidari (Irão) |

| 25 setembro 2018 | Afeganistão | 0–7                                         | Coreia do Sul                                                                                                | Estádio Petaling Jaya, Petaling Jaya           |
| 20:45            |             | http://stats.the-afc.com/match_report/13243 | - Ahn Gi-hun 22', 35' - Kazimi 45' (o.g.) - Paik Sang-hoon 46' - Jeong Sang-bin 59', 63' - Hong Yun-sang 67' | Público: 150 Árbitro: Pranjal Banerjee (Índia) |

| 28 setembro 2018 | Iraque | 0–2                                         | Coreia do Sul          | Estádio UM Arena, Kuala Lumpur             |
| 16:30            |        | http://stats.the-afc.com/match_report/13245 | - Moon Jun-ho 45', 48' | Público: 120 Árbitro: Yusuke Araki (Japão) |

| 28 setembro 2018 | Austrália                          | 4–0                                         | Afeganistão | Estádio Petaling Jaya, Petaling Jaya                  |
| 16:30            | - Roddy 8', 45+3' - Botic 26', 61' | http://stats.the-afc.com/match_report/13246 |             | Público: 115 Árbitro: Chen Hsin-chuan (Taipe Chinesa) |

## Fase final
Na fase eliminatória, a disputa de pênaltis sem prorrogação foi usada para decidir os vencedores, se necessário.

### Chaveamento
|  | Quartas-de-final               | Quartas-de-final             |                               |       | Semifinal | Semifinal |  |  | Final | Final |
|  |                                |                              |                               |       |           |           |  |  |       |       |
|  | 30 de Setembro – Bukit Jalil   |                              |                               |       |           |           |  |  |       |       |
|  |                                |                              |                               |       |           |           |  |  |       |       |
|  | Japão                          | 2                            |                               |       |           |           |  |  |       |       |
|  | Japão                          | 2                            | 4 de Outubro – Bukit Jalil    |       |           |           |  |  |       |       |
|  | Omã                            | 1                            |                               |       |           |           |  |  |       |       |
|  | Omã                            | 1                            | Japão                         | 3     |           |           |  |  |       |       |
|  | 1 de Outubro – Bukit Jalil     |                              | Japão                         | 3     |           |           |  |  |       |       |
|  |                                | Austrália                    | 1                             |       |           |           |  |  |       |       |
|  | Indonésia                      | Austrália                    | 1                             | 2     |           |           |  |  |       |       |
|  | Indonésia                      |                              | 7 de Outubro – Bukit Jalil    | 2     |           |           |  |  |       |       |
|  | Austrália                      | 3                            |                               |       |           |           |  |  |       |       |
|  | Austrália                      | 3                            | Japão                         | 1     |           |           |  |  |       |       |
|  | 30 de Setembro – Petaling Jaya |                              | Japão                         | 1     |           |           |  |  |       |       |
|  |                                | Tadjiquistão                 | 0                             |       |           |           |  |  |       |       |
|  | Coreia do Norte                | Tadjiquistão                 | 0                             | 1 (2) |           |           |  |  |       |       |
|  | Coreia do Norte                | 4 de Outubro – Petaling Jaya |                               | 1 (2) |           |           |  |  |       |       |
|  | Tadjiquistão Predefinição:Pso  | 1 (4)                        |                               |       |           |           |  |  |       |       |
|  | Tadjiquistão Predefinição:Pso  | 1 (4)                        | Tadjiquistão Predefinição:Pso | 1 (7) |           |           |  |  |       |       |
|  | 1 de Outubro – Petaling Jaya   |                              | Tadjiquistão Predefinição:Pso | 1 (7) |           |           |  |  |       |       |
|  |                                | Coreia do Sul                | 1 (6)                         |       |           |           |  |  |       |       |
|  | Coreia do Sul                  | Coreia do Sul                | 1 (6)                         | 1     |           |           |  |  |       |       |
|  | Coreia do Sul                  |                              |                               | 1     |           |           |  |  |       |       |
|  | Índia                          | 0                            |                               |       |           |           |  |  |       |       |
|  | Índia                          | 0                            |                               |       |           |           |  |  |       |       |

### Quartas-de-finais
Os vencedores qualificam-se para a Copa do Mundo FIFA Sub-17 de 2019.
| 30 setembro 2018 | Japão                                 | 2–1                                         | Omã              | Estádio Nacional Bukit Jalil, Kuala Lumpur |
| 16:30            | - I. Al-Naabi 14' (o.g.) - Toyama 81' | http://stats.the-afc.com/match_report/13247 | - Al-Mashary 22' | Público: 267 Árbitro: Payam Heidari (Irão) |

| 30 setembro 2018 | Coreia do Norte | 1–1                                         | Tadjiquistão | Estádio Petaling Jaya, Petaling Jaya         |
| 20:45            | - Ri Hun 69'    | http://stats.the-afc.com/match_report/13249 | - Soirov 14' | Público: 100 Árbitro: Ammar Mahfoodh (Barém) |

| 1 outubro 2018 | Indonésia              | 2–3                                         | Austrália                               | Estádio Nacional Bukit Jalil, Kuala Lumpur            |
| 16:30          | - Zico 17' - Rendy 89' | http://stats.the-afc.com/match_report/13248 | - Walsh 51' - Leombruno 65' - Botic 74' | Público: 13,743 Árbitro: Kim Woo-sung (Coreia do Sul) |

| 1 outubro 2018 | Coreia do Sul        | 1–0                                         | Índia | Estádio Petaling Jaya, Petaling Jaya       |
| 20:45          | - Jeong Sang-bin 68' | http://stats.the-afc.com/match_report/13250 |       | Público: 200 Árbitro: Yusuke Araki (Japão) |

### Semi finais
| 4 outubro 2018 | Japão                        | 3–1                                         | Austrália         | Estádio Nacional Bukit Jalil, Kuala Lumpur                         |
| 16:30          | - Toyama 59', 69' - Mito 78' | http://stats.the-afc.com/match_report/13251 | - Botic 8' (pen.) | Público: 224 Árbitro: Omar Mohamed Al-Ali (Emirados Árabes Unidos) |

| 4 outubro 2018 | Tadjiquistão  | 1–1                                         | Coreia do Sul     | Estádio Petaling Jaya, Petaling Jaya            |
| 20:45          | - Panzhiev 2' | http://stats.the-afc.com/match_report/13252 | - Yoon Suk-ju 39' | Público: 85 Árbitro: Nazmi Nasaruddin (Malásia) |

### Final
| 7 outubro 2018 | Japão           | 1–0                                         | Tadjiquistão | Estádio Nacional Bukit Jalil, Kuala Lumpur            |
| 20:45          | - Nishikawa 63' | http://stats.the-afc.com/match_report/13254 |              | Público: 352 Árbitro: Ahmad Yacoub Ibrahim (Jordânia) |

## Palmarés
Os seguintes prémios foram entregues:
| Melhor goleiro       | Jogador Mais Valioso | Fair Play |
| -------------------- | -------------------- | --------- |
| Malásia Luqman Hakim | Japão Jun Nishikawa  | Japão     |

## Artilheiros
5 gol(o)s=
- Austrália Noah Botic
- Japão Shoji Toyama
- Malásia Luqman Hakim

4 gol(o)s=
- Tailândia Suphanat Mueanta

3 gol(o)s=
- Coreia do Norte Kim Kang-song
- Omã Qusai Al-Jaradi
- Coreia do Sul Jeong Sang-bin

2 gol(o)s=
- Austrália Joseph Roddy
- Indonésia Sutan Diego Zico
- Irã Amirhossein Azizi
- Irã Amin Doustali
- Iraque Abdulrazzaq Qasim
- Japão Ryotaro Araki
- Jordânia Reziq Banihani
- Jordânia Amer Jamous
- Coreia do Sul Ahn Gi-hun
- Coreia do Sul Choi Min-seo
- Coreia do Sul Hong Yun-sang
- Coreia do Sul Moon Jun-ho
- Tadjiquistão Ozodbek Panzhiev
- Tadjiquistão Islom Zairov
- Tailândia Waragon Thongbai
- Iêmen Faisal Saif

1 gol(o)=
- Afeganistão Ali Zahidi
- Austrália Luke Duzel
- Austrália Adam Leombruno
- Austrália Daniel Walsh
- Índia Vikram Pratap Singh
- Indonésia Amiruddin Bagas Kaffa
- Indonésia Amiruddin Bagus Kahfi
- Indonésia Rendy Juliansyah
- Irã Aria Barzegar
- Iraque Hussein Sadeq
- Japão Riku Handa
- Japão Kuraba Kondo
- Japão Shunsuke Mito
- Japão Hikaru Naruoka
- Japão Jun Nishikawa
- Jordânia Mohannad Semreen
- Malásia Alif Mutalib
- Malásia Firdaus Kaironnisam
- Malásia Najmudin Akmal
- Coreia do Norte An Phyong-il
- Coreia do Norte Kim Won-il
- Coreia do Norte Pak Ryong-gwon
- Coreia do Norte Ri Hun
- Omã Tariq Al-Mashary
- Omã Nasser Al-Naabi
- Omã Omar Al-Salti
- Coreia do Sul Paik Sang-hoon
- Coreia do Sul Yoon Suk-ju
- Tadjiquistão Rustam Soirov
- Tadjiquistão Sharifbek Rahmatov
- Tailândia Apidet Janngam
- Vietnã Khuất Văn Khang
- Iêmen Saad Al-Qaaod
- {{|YEMf}} Tamer Senan

1 gol(o) contra=
- Afeganistão Esmatullah Kazimi (against South Korea)
- Jordânia Mohammad Issa (against Yemen)
- Omã Issa Al-Naabi (against Japan)